# Polska na Mistrzostwach Europy w Lekkoatletyce 1966
Polska na Mistrzostwach Europy w Lekkoatletyce 1966 – reprezentacja Polski podczas zawodów liczyła 56 zawodników, którzy zdobyli 15 medali, w tym aż siedem złotych.

## Rezultaty

### Mężczyźni
- bieg na 100 metrów
  - Wiesław Maniak zajął 1. miejsce
  - Zbysław Anielak odpadł w półfinale
  - Tadeusz Jaworski odpadł w eliminacjach
- bieg na 200 metrów
  - Marian Dudziak zajął 2. miejsce
  - Jan Werner zajął 4. miejsce
  - Edward Romanowski odpadł w eliminacjach
- bieg na 400 metrów
  - Stanisław Grędziński zajął 1. miejsce
  - Andrzej Badeński zajął 2. miejsce
  - Edmund Borowski odpadł w eliminacjach
- bieg na 800 metrów
  - Eryk Żelazny odpadł w eliminacjach
- bieg na 1500 metrów
  - Henryk Szordykowski zajął 8. miejsce
  - Roland Brehmer odpadł w eliminacjach
  - Roman Tkaczyk odpadł w eliminacjach
- bieg na 5000 metrów
  - Edward Stawiarz zajął 12. miejsce
  - Czesław Kołodyński odpadł w eliminacjach
  - Henryk Piotrowski odpadł w eliminacjach
- bieg na 10 000 metrów
  - Kazimierz Zimny zajął 18. miejsce
- maraton
  - Zdzisław Bogusz zajął 23. miejsce
- bieg na 110 metrów przez płotki
  - Adam Kołodziejczyk odpadł w półfinale
- bieg na 400 metrów przez płotki
  - Stanisław Gubiec odpadł w półfinale
- bieg na 3000 metrów z przeszkodami
  - Jerzy Czaplewski odpadł w eliminacjach
  - Edward Motyl odpadł w eliminacjach
- sztafeta 4 × 100 metrów
  - Zbysław Anielak, Jan Werner, Marian Dudziak i Wiesław Maniak odpadli w eliminacjach
- sztafeta 4 × 400 metrów
  - Jan Werner, Edmund Borowski, Stanisław Grędziński i Andrzej Badeński zajęli 1. miejsce
- chód na 20 kilometrów
  - Andrzej Czapliński zajął 16. miejsce
  - Edmund Paziewski zajął 17. miejsce
  - Eugeniusz Ornoch nie ukończył
- chód na 50 kilometrów
  - Eugeniusz Ornoch zajął 21. miejsce
- skok wzwyż
  - Edward Czernik zajął 4. miejsce
- skok o tyczce
  - Włodzimierz Sokołowski zajął 6. miejsce
  - Leszek Butscher zajął 7. miejsce
  - Waldemar Węcek zajął 11. miejsce
- skok w dal
  - Andrzej Stalmach zajął 10. miejsce
- trójskok
  - Jan Jaskólski zajął 4. miejsce
  - Józef Szmidt zajął 5. miejsce
  - Andrzej Puławski  odpadł w kwalifikacjach
- pchnięcie kulą
  - Władysław Komar zajął 3. miejsce
  - Alfred Sosgórnik zajął 4. miejsce
- rzut dyskiem
  - Edmund Piątkowski zajął 4. miejsce
  - Zenon Begier zajął 7. miejsce
- rzut młotem
  - Tadeusz Rut  odpadł w kwalifikacjach
- rzut oszczepem
  - Władysław Nikiciuk zajął 2. miejsce
  - Janusz Sidło zajął 7. miejsce
- dziesięciobój
  - Jerzy Detko zajął 13. miejsce
  - Tadeusz Grzegorzewski zajął 19. miejsce

### Kobiety
- bieg na 100 metrów
  - Ewa Kłobukowska zajęła 1. miejsce
  - Irena Kirszenstein zajęła 2. miejsce
  - Elżbieta Kolejwa odpadła w eliminacjach
- bieg na 200 metrów
  - Irena Kirszenstein zajęła 1. miejsce
  - Ewa Kłobukowska zajęła 2. miejsce
- bieg na 400 metrów
  - Grażyna Chodorek odpadła w półfinale
  - Celina Gerwin odpadła w eliminacjach
- bieg na 800 metrów
  - Teresa Jędrak odpadła w eliminacjach
  - Zofia Kaliszczuk odpadła w eliminacjach
  - Danuta Sobieska odpadła w eliminacjach
- bieg na 80 metrów przez płotki
  - Elżbieta Bednarek zajęła 3. miejsce
  - Danuta Straszyńska zajęła 7. miejsce
- sztafeta 4 × 100 metrów
  - Elżbieta Bednarek, Danuta Straszyńska, Irena Kirszenstein i Ewa Kłobukowska zajęły 1. miejsce
- skok wzwyż
  - Jarosława Bieda zajęła 3. miejsce
- skok w dal
  - Irena Kirszenstein zajęła 1. miejsce
- rzut oszczepem
  - Daniela Tarkowska zajęła 7. miejsce
- pięciobój
  - Mirosława Sałacińska zajęła 15. miejsce
  - Łucja Noworyta zajęła 16.-17. miejsce